# Wata no Kuni Hoshi
Wata no Kuni Hoshi (яп. 綿の国星 Вата но куни хоси, «Звезда из Страны хлопка») — манга для девушек (сёдзё), созданная Юмико Осимой, и одноимённое аниме.

## Сюжет
Двухмесячный котёнок по имени Тиби-нэко (яп. チビ猫) был оставлен её владельцами. 18-летний молодой человек по имени Токио Сувано (яп. 須和野 時夫 Сувано Токио) находит Тиби-нэко и приносит к себе домой. У его матери аллергия на кошек, но всё же она соглашается позволить ему оставить котёнка для компании, потому что боится, что он стал слишком замкнутым после того, как завалил вступительные экзамены в университет. Вскоре Тиби-нэко влюбляется в Токио.

## Медиа

### Манга
Манга публиковалась в журнале LaLa с 1978 по 1987 годы, а затем была издана в семи томах компанией Hakusensha. Действие вращается вокруг брошенного котёнка Тиби-нэко (нарисован в виде девочки с кошачьими ушками и хвостиком), которую подбирает юноша по имени Токио. В 1978 году за эту мангу Юмико Осима была награждена премией издательства «Коданся» в категории «сёдзё». Считается, что она популяризовала использование нэкомими в аниме и манге.

### Аниме
Анимационный фильм по Wata no Kuni Hoshi был снят на студии Mushi Production. Музыку к нему написал композитор Ричард Клайдерман. Премьера аниме в кинотеатрах состоялась 11 февраля 1984 года, позднее оно также было выпущено на видеокассетах и DVD.